# Контактная сеть
Конта́ктная сеть — техническое сооружение электрифицированных железных дорог и других видов транспорта (метро, трамвая, троллейбуса, фуникулёра, некоторых электроходов), служащее для передачи электроэнергии с тяговых подстанций на электроподвижной состав.
Кроме того, с помощью контактной сети обеспечивается снабжение нетяговых железнодорожных потребителей (освещение станций, переездов, питание путево́го инструмента). Также некоторые грузоподъёмные машины, такие, как козловые краны, могут питаться от контактной сети.

## Типы контактной сети
Контактная сеть бывает двух типов:
- Воздушная контактная сеть.
- Контактный рельс (на троллейбусе не применяется, зато является основным типом контактной сети в системах метрополитена).

Несмотря на то, что на рельсовом транспорте ходовые рельсы обычно применяются для отвода обратного тягового тока,— они, как правило, не рассматриваются в качестве части контактной сети.

### Воздушная контактная сеть
Составные части воздушной контактной сети:
- Несущий трос
- Арматура
- Специальные части для контактной сети (пересечения, стрелки, секционные изоляторы)
- Усиливающий провод
- Контактный провод

#### Подвеска
Воздушная контактная сеть подвешивается на различных опорах. При этом между точками подвески наблюдается провисание контактного провода. Большая стрела провисания вредит контактной сети, так как движущийся вдоль контактного провода токоприёмник может в точках подвески отрываться от провода. В момент отрыва между токоприёмником и проводом образуется электрическая дуга. Восстановление контакта происходит с ударом токоприёмника о провод. Также происходит раскачивание токоприёмников. Перечисленные явления ускоряют износ контактного провода и токоприёмников, ухудшают качество токосъёма, а также создают радиопомехи. Избежать этих явлений позволяют:
- Эластичная подвеска. При этом, проходя точку подвеса, токоприёмник приподнимает подвес.
- Регулировка натяжения провода с целью уменьшения стрелы провисания. Регулировка может осуществляться как вручную, два раза в год, так и автоматически, с помощью противовесов. Некоторые разновидности подвесок, например, маятниковая, не требуют специальных приспособлений для регулировки натяжения.

Наиболее распространённые виды подвесок:
- Простая контактная подвеска — провод, свободно висящий между расположенными на опорах точками подвеса. Применяются в настоящее время только для устройства контактной сети в условиях карьеров, а также для трамвайных линий.
- Поперечно-цепная контактная подвеска — контактный провод между опорами контактной сети висит не свободно, а на часто расположенных проволоках, называемых струнами, которые прикреплены другим концом к несущему тросу.
- Продольно-цепная контактная подвеска — вдоль трассы натянут продольный трос, подвешенный на жёстких или гибких поперечинах. К нему с помощью струн подвешен контактный провод. Такая подвеска очень эластичная. Благодаря этому контактный провод меньше изнашивается, что продлевает срок его службы.
- Вертикальная контактная подвеска — провода расположены в одной вертикальной плоскости в плане.
- Полукосая контактная подвеска — несущий трос расположен по оси пути, а контактный провод в виде зигзага. На кривых применяется вертикальная подвеска.
- Косая контактная подвеска — несущий трос в плане значительно смещен контактного провода (угол наклона к вертикали в плоскости, перпендикулярной оси пути, превышает 20 градусов).
- Ромбовидная контактная подвеска — контактные провода располагают в плане у опор в виде ромба с разносторонними зигзагами 300-400 мм, а в средней части пролета параллельно оси пути на расстоянии 50-100 мм между ними.
- Пространственно-ромбовидная контактная подвеска (ПРАКС) — имеет два несущих троса и два контактных провода. Контактные провода образуют в плане ромбовидные фигуры, симметричные относительно оси пути. Несущие тросы располагаются по обе стороны от оси пути и жёстко закреплены на горизонтальной консоли одиночной опоры или на жёсткой поперечине в точках подвеса через изоляторы. Попролётная температурная компенсация этого типа подвески исключает продольную сдвижку и обеспечивает лучшие динамические характеристики контактной сети, нежели вертикальные подвесы. Особые преимущества имеет при монтаже в тоннелях из-за малых вертикальных размеров[1][неавторитетный источник].

- Простая подвеска контактного провода на станции Estación de Callao Мадридского метрополитена
- Схема продольно-цепной подвески: A — точки подвеса, B — несущий трос, C — струны, D — контактный провод
- Варианты взаиморасположения несущего троса (красный) и контактного провода (синий) относительно оси пути
- Динамичное натяжение контактного провода при помощи блоков и противовесов (компенсаторов)
- Двухфазная контактная сеть при трёхфазной электрификации (3-я фаза по рельсам)
- Зажим КС-321 для соединения стыков контактного провода
- Зажим для подвеса сдвоенного контактного провода
- Контактная сеть и токоприёмник детского автодрома
- Подвеска троллеев в Опытовом бассейне СПГУВК
- Травмвайно-троллейбусное пересечение в Москве

#### Контактный провод
Контактный провод подвешивается в горизонтальной плоскости зигзагообразно с отклонением от продольной оси пути ± 300 мм (для колеи 1520 мм), что повышает его ветровую устойчивость и снижает износ токоприёмников (вследствие более равномерного контакта по всей их длине). Контактные провода изготавливаются из твердотянутой электролитической меди либо из более дорогих и износостойких медно-кадмиевых и медно-магниевых сплавов. Реже могут применяться биметаллические контактные провода, такие как медные со стальным сердечником, алюминиево-стальные со стальной контактной поверхностью. Струны подвески обычно изготовляют из сталемедных проводов, несущие тросы — из медных, сталемедных, сталеалюминиевых многожильных проводов.

### Контактный рельс
Контактный рельс — жёсткий контактный провод, предназначенный для осуществления скользящего контакта с токоприёмником подвижного состава (электровоза, моторного вагона).
Изготавливается из мягкой стали, форма и поперечные размеры схожи с формой и размерами обычных рельсов. Рельс крепится при помощи изоляторов к кронштейнам, которые, в свою очередь, монтируются на шпалы ходовых рельсов.

## Секционирование контактной сети
Для обеспечения возможности питания контактной сети от нескольких тяговых подстанций, а также для ремонта отдельных участков без отключения всей контактной сети применяется секционирование контактной сети. При этом контактная сеть разбивается на участки,— т. н. секции. Каждая секция запитывается отдельным фидером от тяговой подстанции. В случае неисправности на тяговой подстанции (или повреждения фидера) обычно есть возможность запитать секцию от другой тяговой подстанции. Таким образом, секционирование повышает надёжность контактной сети, обеспечивая бесперебойную подачу электроэнергии.

### Изолирование секций
Для обеспечения надёжной изоляции секций и предотвращения образования дуги, которая может нарушить изоляцию между секциями при прохождении токосъёмников из одной секции в другую, используются секционные изоляторы.

## Железнодорожная контактная сеть в России
За эксплуатацию всех элементов контактной сети на эксплуатируемых участках, их обслуживание и ремонт на железной дороге отвечают дистанции электроснабжения.
В декабре 2003 года Департаментом электрификации и энергоснабжения ОАО «Российские железные дороги» была выпущена инструкция по применению термодиффузионного цинкования деталей и конструкций контактной сети. Данная инструкция распространяется на защитные цинковые покрытия, наносимые методом термодиффузионного цинкования на резьбовые детали, арматуру, конструкции контактной сети и другие изделия из углеродистой и низкоуглеродистой стали, в том числе повышенной прочности, на чугунные детали контактной сети, включая чугунные оконцеватели фарфоровых изоляторов.
- Контактная сеть на перегоне, электрифицированном переменным током 25 кВ
- Контактная сеть на станции, электрифицированной переменным током 25 кВ
- Стрелка контактной сети над стрелочным переводом пути, электрификация постоянным током 3 кВ
- Контактная сеть на кривых перегона, электрифицированного постоянным током 3 кВ